# Galsan Bazarzhapov
Galsan Belikovich Bazarzhapov (en ruso: Галсан Бэликович Базаржапов; Zugalái, 1 de noviembre de 1994) es un deportista ruso que compite en tiro con arco, en la modalidad de arco recurvo.
Ganó una medalla de plata en el Campeonato Mundial de Tiro con Arco al Aire Libre de 2021, tres medallas en el Campeonato Europeo de Tiro con Arco al Aire Libre, en los años 2018 y 2021, y una medalla de bronce en el Campeonato Europeo de Tiro con Arco en Sala de 2017.

## Palmarés internacional
| Campeonato Mundial al Aire Libre | Campeonato Mundial al Aire Libre | Campeonato Mundial al Aire Libre | Campeonato Mundial al Aire Libre |
| Año                              | Lugar                            | Medalla                          | Prueba                           |
| -------------------------------- | -------------------------------- | -------------------------------- | -------------------------------- |
| 2021                             | Yankton (Estados Unidos)         | Medalla de plata                 | Equipo mixto                     |
| Campeonato Europeo al Aire Libre |                                  |                                  |                                  |
| Año                              | Lugar                            | Medalla                          | Prueba                           |
| 2018                             | Legnica (Polonia)                | Medalla de oro                   | Equipo                           |
| 2021                             | Antalya (Turquía)                | Medalla de plata                 | Individual                       |
| 2021                             | Antalya (Turquía)                | Medalla de bronce                | Equipo                           |
| Campeonato Europeo en Sala       |                                  |                                  |                                  |
| Año                              | Lugar                            | Medalla                          | Prueba                           |
| 2017                             | Vittel (Francia)                 | Medalla de bronce                | Equipo                           |